# 天龍特攻隊
《天龍特攻隊》（英語：The A-Team）是美國國家廣播公司自1983年1月23日至1987年3月8日播映的電視影集，全五季，共98集。台灣電視公司（台視）於1984年（民國73年）開始播映，由三芳錄音公司製作中文配音（台視影片組監製），是台灣第一部以中文配音獲得收視成功的外國影集，更開啟了台視長達將近9年的週六晚間8:00的影集時段《台視影集》，引發後來播出的《百戰天龍》、《家有阿福》、《龍虎少年隊》等一系列的風潮。香港版本由亞洲電視購得，於黃金台（今本港台）配音播出。

## 開場白

### 臺灣

#### 台視版
|                                                                | 、，這一群從越戰退伍的英雄，他們嚮往自由自在的冒險生涯，不願意受到拘束。他們冒險犯難解決困難，只要價錢合適，誰都可以請他們去賣命，但是他們也常毫無代價地為正義而戰鬥，所以他們組成了——！ 泥巴，他善於易容術，天龍特攻隊的領導人，喜歡冒險；每次出任務都像演一齣戲，並且經常找機會逗樂子。 小白，外型瀟灑，頭腦靈活，沒有他弄不到的東西；大至航空母艦，小到狗熊身上的跳蚤，他都能夠弄得到手。 阿美，聰明慧黠，脾氣急躁，但是心地非常善良，常常帶給許多麻煩的工作。 哮狼，整天神經兮兮；他的飛行技術是一流的，不管任何飛行器具，他都能夠駕馭自如。 怪頭，外型神勇；他是一個面惡心善的人，對機器有天才；任何破銅爛鐵到了他的手中，都可以變成怪異的攻擊武器。 |
| ——本片中文配音員之一黃偉力在《天龍特攻隊》每集開頭所唸的導言。 | |

#### 民視版
民視播映版本的旁白內容，為根據原音版直譯。
|  | 十年前，一支優秀的突擊隊員，因一起虛有之罪，被軍事法庭判刑服監；這批人卻成功地躲避監獄的精密防衛，藏匿於洛杉磯地區；直到今天，政府仍然在通緝他們，這批人卻總是能夠化險為夷。如果你遭遇到難題而感到求助無門，如果你能找得到他們，那麼你就可以雇用——『天龍特攻隊』！ |

### 香港
（請使用香港增補字符集觀看）
|  | 轟動世界嘅通天奇兵，今日已經成為人民嘅英雄、罪惡嘅剋星。當年佢哋四個都係駐越美軍嘅特擊隊，喺印支戰場同越南佬打生打死；後來因為打劫北越政府一間銀行，被美國軍部拘控，好彩越獄成功，不過到依家仲係被通緝緊嘅。 嘅隊長，身經百戰，智勇雙全，係國際級嘅大哥大。 斯文靚仔嘅，也文也武，又talk得又打得。氹女仔仲一流，成個粉面金剛咁。 空軍戰鬥英雄，除咗揸各類型嘅飛機都拿手之外，扮鬼扮馬嘅演技簡直可以攞金像獎呀。佢就係低能超喇，係音響效果專家。 機械工程師，真係天才加鬼才嘅化身。喱個神秘人就係退役將軍喇。 受壓逼、受欺凌嘅朋友，快啲搵通天奇兵啦，佢哋一定可以幫到你㗎！ |

## 主要角色

### 天龍特攻隊
- 泥巴/约翰··史密斯(Col. John "Hannibal" Smith)［香港譯名：「水牛」史約翰］
  - 喬治·佩帕德（George Peppard）飾演　
    - 台灣配音：朱志屏 / 香港配音：周永坤

天龍特攻隊的領導人暨團隊大腦，擅於易容術，喜歡冒險，每次出任務都像演一齣戲，並且會經常找機會逗樂子。
軍階為上校。主要負責訂定作戰計畫與指揮。原音版中的暱稱「漢尼拔」，是引用自古代迦太基的將軍漢尼拔·巴卡。
- 小白/坦柏頓·「小白臉」·派克(Lt. Templeton "Faceman" Peck)［香港譯名：］
  - 德克·班奈迪（Dirk Benedict）[1]　飾演
    - 台灣配音：劉錫華 / 香港配音：黃志成

外型瀟灑，頭腦靈活，沒有他弄不到的東西，大至航空母艦，小至狗熊身上的跳蚤，他都能夠弄得到手。
軍階為中尉，主要負責物資調度。除了靠張帥臉泡妞無數，更是不論男女老幼都能騙倒的騙術高手。但在天龍特攻隊的成員之中，已算是比較具有常人思維的成員。
少年時代是在孤兒院成長。
- 哮狼/H.M.「狂嘷」莫道克(Capt. H.M. "Howling Mad" Murdock)［香港譯名：］
  - 杜威特·舒茲（Dwight Schultz）飾演
    - 台灣配音：施健雄（口操台灣國語）/ 香港配音：黃子敬

整天神經兮兮，他的飛行技術是一流的，不管任何飛行器具，他都能夠駕馭自如。
軍階為上尉，主要負責空中運輸、追蹤與支援。由於哮狼平時是被視為因神經失常而送進精神病院療養的患者，因此也成為天龍特攻隊中唯一未遭通緝的成員。不過在接到委託時，其他人還得煞費周章地將他帶出院。
- 怪頭/波斯可·亞伯特·「B.A.」·巴拉克斯(Sgt. Bosco Albert "B.A." Baracus)［香港譯名：「鈍胎」巴力嘉］
  - T先生飾演
    - 台灣配音：黃偉力（口操山東口音）/ 香港配音：陸頌愚

外型神勇，他是一個面惡心善的人，對機器有天才，任何破銅爛鐵到了他的手中，都能變成為怪異的攻擊武器。
軍階為中士，主要負責各種機器製作與修理，並且愛喝牛奶。由於在貧困的環境中成長，因而自尊心也很強。對搭乘飛機有極端恐懼症，常需使用特別方法弄昏他再抬上飛機。跟哮狼也常是劇中的抬槓搭檔組合。
原音版中的暱稱「B.A.」除了表示本名的縮寫外，另有「Bad Attitude」（態度惡劣、素行不良）的隱義。

#### 協助者
- 阿美/艾美·阿曼達·艾倫（Amy Amanda "Triple A" Allen，第1～2季登場）
  - 梅琳達·古莉（Melinda Culea）飾演； 香港配音：譚淑英

聰明慧黠，脾氣暴躁，但是心地非常善良，常常帶給天龍特攻隊許多麻煩的工作。
- 糖妞/唐妮雅·貝克（Tawnia Baker，第2～3季登場）
  - 瑪拉·希斯莉（英语：Marla Heasley） 飾演； 香港配音：雷碧娜

- 阿三/法蘭基·山塔那（Frankie Santana，第5季登場） 
  - 艾迪・瓦列茲（英语：Eddie Velez） 飾演； 香港配音：葉少榮

特別效果專家，拉丁裔美國人，被退役將軍萬事通 (General Hunt Stockwell) 威逼利誘之下加入通天奇兵。

### 軍方
- 林奇上校（Colonel Lynch，第1～3季登場）
- 狄隊長/羅德瑞克·戴克上校（Colonel Roderick Decker，第2～4季登場）

屢次追捕天龍特攻隊的軍方人員，但總是遭到天龍特攻隊惡整。
- 史大衛將軍/杭特·史塔威爾將軍（General Hunt Stockwell，第5季登場，香港譯名：「萬事通」薛老威）
  - 飾：勞勃·范恩（Robert Vaughn）
    - 香港配音：李學儒

## 集數列表

### 第一季
| 集序 | 集序 | 原文標題                           | 台視標題    |
| 總   | 季   | 原文標題                           | 台視標題    |
| ---- | ---- | ---------------------------------- | ----------- |
| 1    | 1    | Mexican Slayride (Part 1)          | 掃蕩妖魔 上 |
| 2    | 2    | Mexican Slayride (Part 2)          | 掃蕩妖魔 下 |
| 3    | 3    | Children of Jamestown              | 直搗虎穴    |
| 4    | 4    | Pros and Cons                      |             |
| 5    | 5    | A Small and Deadly War             | 清除敗類    |
| 6    | 6    | Black Day at Bad Rock              | 義無反顧    |
| 7    | 7    | The Rabbit Who Ate Las Vegas       | 揚威賭場    |
| 8    | 8    | The Out-of-Towners                 | 惡霸途窮    |
| 9    | 9    | Holiday in the Hills               | 山中除暴    |
| 10   | 10   | West Coast Turnaround              | 還以顏色    |
| 11   | 11   | One More Time                      | 血戰叢林    |
| 12   | 12   | Till Death Do Us Part              | 魔掌救美    |
| 13   | 13   | The Beast from the Belly of a Boei | 九霄驚魂    |
| 14   | 14   | A Nice Place to Visit              | 生死關頭    |

### 第二季
| 15 | 1  | Diamonds 'n' Dust                           | 色戰蠻域    |
| 16 | 2  | Recipe for Heavy Bread                      | 諜戰風雲    |
| 17 | 3  | The Only Church in Town                     | 救孤行動    |
| 18 | 4  | Bad Time on the Border                      | 月黑風高    |
| 19 | 5  | When You Comin' Back, Range Rider? (Part 1) | 牧野之戰 上 |
| 20 | 6  | When You Comin' Back, Range Rider? (Part 2) | 牧野之戰 下 |
| 21 | 7  | The Taxicab Wars                            | 計程車大戰  |
| 22 | 8  | Labor Pains                                 | 伸張正義    |
| 23 | 9  | There's Always a Catch                      | 漁鄉伏暴    |
| 24 | 10 | Water, Water Everywhere                     | 荒鎮鋤暴    |
| 25 | 11 | Steel                                       | 計除奸徒    |
| 26 | 12 | The White Ballot                            | 懲兇除惡    |
| 27 | 13 | The Maltese Cow                             | 掃蕩地痞    |
| 28 | 14 | In Plane Sight                              | 以毒攻毒    |
| 29 | 15 | The Battle of Bel Air                       | 死亡時刻    |
| 30 | 16 | Say It With Bullets                         | 明槍暗箭    |
| 31 | 17 | Pure-Dee Poison                             | 驅毒任務    |
| 32 | 18 | It's a Desert Out There                     | 沙漠馴匪    |
| 33 | 19 | Chopping Spree                              | 痛懲車賊    |
| 34 | 20 | Harder Than It Looks                        | 英雄本色    |
| 35 | 21 | Deadly Maneuvers                            | 突破大劫    |
| 36 | 22 | Semi-Friendly Persuasion                    | 以牙還牙    |
| 37 | 23 | Curtain Call                                | 履險如夷    |

### 第三季
| 38 | 1  | Bullets and Bikinis            | 護花使者    |
| 39 | 2  | The Bend in the River (Part 1) | 霹靂任務 上 |
| 40 | 3  | The Bend in the River (Part 2) | 霹靂任務 下 |
| 41 | 4  | Fire                           | 救火勇士    |
| 42 | 5  | Timber!                        | 木頭炮彈    |
| 43 | 6  | Double Heat                    | 濟弱鋤強    |
| 44 | 7  | Trouble on Wheels              | 睜睜鐵漢    |
| 45 | 8  | The Island                     | 孤島救星    |
| 46 | 9  | Showdown!                      | 真假天龍    |
| 47 | 10 | Sheriffs of Rivertown          | 犛庭掃穴    |
| 48 | 11 | The Bells of St. Mary's        | 迎頭痛擊    |
| 49 | 12 | Hot Styles                     | 軟硬不吃    |
| 50 | 13 | Breakout!                      | 突破重圍    |
| 51 | 14 | Cup A' Joe                     | 巧計馴暴    |
| 52 | 15 | The Big Squeeze                | 請君入甕    |
| 53 | 16 | Champ!                         | 鐵拳怪頭    |
| 54 | 17 | Skins                          | 莽漢嬌娃    |
| 55 | 18 | Road Games                     | 克敵機先    |
| 56 | 19 | Moving Targets                 | 閃電戰術    |
| 57 | 20 | Knights of the Road            | 正義無敵    |
| 58 | 21 | Waste 'Em!                     | 排毒去污    |
| 59 | 22 | Bounty                         |             |
| 60 | 23 | Beverly Hills Assault          |             |
| 61 | 24 | Trouble Brewing                | 挺身馴暴    |
| 62 | 25 | Incident at Crystal Lake       |             |

### 第四季
| 63 | 1  | Judgment Day (Part 1)                      | 審判之日 上 |
| 64 | 2  | Judgment Day (Part 2)                      | 審判之日 下 |
| 65 | 3  | Where Is the Monster When You Need Him?    | 反敗為勝    |
| 66 | 4  | Lease with an Option to Die                | 怪頭媽媽    |
| 67 | 5  | The Road to Hope                           | 明察秋毫    |
| 68 | 6  | The Heart of Rock N' Roll                  |             |
| 69 | 7  | Body Slam                                  |             |
| 70 | 8  | Blood, Sweat, and Cheers                   | 無畏強橫    |
| 71 | 9  | Mind Games                                 |             |
| 72 | 10 | There Goes the Neighborhood                |             |
| 73 | 11 | The Doctor Is Out                          | 懲奸除惡    |
| 74 | 12 | Uncle Buckle-Up                            |             |
| 75 | 13 | Wheel of Fortune                           |             |
| 76 | 14 | The A-Team Is Coming, the A-Team Is Coming |             |
| 77 | 15 | Members Only                               |             |
| 78 | 16 | Cowboy George                              |             |
| 79 | 17 | Waiting for Insane Wayne                   |             |
| 80 | 18 | The Duke of Whispering Pines               |             |
| 81 | 19 | Beneath the Surface                        |             |
| 82 | 20 | Mission of Peace                           |             |
| 83 | 21 | The Trouble with Harry                     |             |
| 84 | 22 | A Little Town With an Accent               |             |
| 85 | 23 | The Sound of Thunder                       | 勇救無辜    |

### 第五季
| 86 | 1  | Dishpan Man               | 天羅地網 |
| 87 | 2  | Trial by Fire             | 脫罪無門 |
| 88 | 3  | Firing Line               | 生死一線 |
| 89 | 4  | Quarterback Sneak         | 自由之路 |
| 90 | 5  | The Theory of Revolution  | 烽火戰雲 |
| 91 | 6  | The Say U.N.C.L.E. Affair | 新仇舊恨 |
| 92 | 7  | Family Reunion            | 十萬火急 |
| 93 | 8  | Black Rhino               | 救人任務 |
| 94 | 9  | Point of No Return        | 力挽危局 |
| 95 | 10 | The Crystal Skull         |          |
| 96 | 11 | The Spy Who Mugged Me     | 巧技擒魔 |
| 97 | 12 | The Grey Team             | 星戰密件 |
| 98 | 13 | Without Reservations      | 全力反擊 |

## DVD
- 台灣

沙鷗國際多媒體於2007年8月28日正式發行第一季繁體中文版DVD，分為上、下半套販售。

## 電影版
於2010年6月10日上映的翻拍電影版本。原版演員「小白」德克·班奈迪與「哮狼」杜威特·舒茲，並在片末特別客串演出，兩人出現在自己過去所演的角色場景中分別演出「醫生」及「曬日照機的人」。

## 瑣事
1. ↑  試拍版中小白則由後來主演《飛龍特攻隊》的提姆達尼根（Tim Dunigan）飾演。

### 台灣
1. ↑  此段自第三季後隨角色退場而刪除。
2. ↑  本片在台灣播出完結篇時的劇末，曾特別打出「《天龍特攻隊》雖已全劇播映完畢，但天龍特攻隊仍四處行俠仗義，需要幫助的民眾可撥打以下專線」的字幕。結果在之後的一段時間裏，該字幕提供的號碼接到了大量尋找天龍特攻隊的電話，可見當時該片在台受歡迎的程度。
3. ↑  本集於實際播出時所配音方式，曾經因與送審至行政院新聞局廣電處的「標準國語」版本不同，而遭該單位罰款一萬五千台幣。
4. ↑  台視在此集中曾將拉斯維加斯改以台北市五常街替代，同時把無線電代號改寫成「台視一號呼叫╳╳」，而遭新聞局廣電處糾正求更改，以避免觀眾真誤為會五常街是「賭博街」與頻道自我廣告之嫌。

## 譯名相近作品
- 飛龍特攻隊（Captain Power and the Soldiers of the Future）
- 神龍特攻隊（M.A.S.K）

## 外部連結
- 互联网电影数据库（IMDb）上《天龍特攻隊》的资料（英文）